# Easton (Familienname)
Easton ist ein englischer Familienname.

## Namensträger
- Bill Easton (1904–1997), US-amerikanischer Leichtathletiktrainer
- David Easton (1917–2014), kanadisch-amerikanischer Politikwissenschaftler
- Edward D. Easton (1856–1915), US-amerikanischer Pionier der phonographischen Industrie
- Florence Easton (1882–1955), englische Sängerin (Sopran)
- James L. Easton (1935–2023), US-amerikanischer Sportfunktionär, Unternehmer, Mäzen und Bogenschütze
- John Easton (Politiker) (1624–1705), englischer Politiker im kolonialen Nordamerika
- John J. Easton (* vor 1964), US-amerikanischer Jurist
- John Murray Easton (1889–1975), britischer Architekt
- Joyce Easton (1930–2024), US-amerikanische Filmschauspielerin
- Megan Easton, US-amerikanische Schauspielerin
- Nicholas Easton (1593–1675), englischer Politiker
- Nick Easton (* 1992), US-amerikanischer American-Football-Spieler
- Peter Easton (um 1570–nach 1620), britischer Pirat
- Richard Easton (1933–2019), kanadischer Schauspieler
- Robert Easton (1930–2011), US-amerikanischer Schauspieler und Dialekt-Trainer
- Roger L. Easton (1921–2014), US-amerikanischer Wissenschaftler
- Rufus Easton (1774–1834), US-amerikanischer Politiker
- Sam Easton (* 1979), kanadischer Schauspieler
- Sheena Easton (* 1959), britische Sängerin
- Stuart Easton (* 1983), britischer Motorradrennfahrer
- Ted Easton (Theo van Est; 1932–1990), niederländischer Jazzmusiker
- William Easton (Tennisspieler) (1875–1928), US-amerikanischer Tennisspieler
- William Bigelow Easton (* vor 1964), US-amerikanischer Mathematiker
- William H. Easton (1916–1996), US-amerikanischer Paläontologe